# Aleksandr Simonow
Aleksandr Wasiljewicz Simonow (ros. Александр Васильевич Симонов, ur. 4 grudnia 1903 w miejscowości Kacza w guberni orenburskiej, zm. 2 sierpnia 1967 w Kalininie) – radziecki działacz państwowy i partyjny.

## Życiorys
Od grudnia 1921 do września 1923 pracował w Czece/GPU Baszkirskiej ASRR, od września 1923 do czerwca 1925 był słuchaczem szkoły budownictwa radzieckiego i partyjnego w Ufie, a od czerwca 1925 do listopada 1927 zastępcą kierownika i kierownikiem kantonowego oddziału polityczno-oświatowego. Od 1925 należał do WKP(b), od listopada 1927 do sierpnia 1930 był wykładowcą i dyrektorem szkoły-dziesięciolatki w Baszkirskiej ASRR, od listopada 1930 do sierpnia 1932 sekretarzem odpowiedzialnym rejonowego komitetu WKP(b) w Baszkirskiej ASRR, a od sierpnia 1932 do sierpnia 1937 I sekretarzem rejonowego komitetu WKP(b) w Baszkirskiej ASRR. Od kwietnia 1938 do marca 1940 był zastępcą przewodniczącego Rady Komisarzy Ludowych Baszkirskiej ASRR, od marca 1940 do lipca 1942 III sekretarzem Baszkirskiego Komitetu Obwodowego WKP(b), od lipca do października 1942 organizatorem odpowiedzialnym Zarządu Kadr KC WKP(b), od października 1942 do grudnia 1944 II sekretarzem Komitetu Obwodowego WKP(b) w Kalininie (Twerze). Od 27 listopada 1944 do 27 grudnia 1948 zajmował stanowisko przewodniczącego Komitetu Wykonawczego Kalinińskiej Rady Obwodowej, od grudnia 1948 do marca 1949 pracował w KC WKP(b), od marca 1949 do lutego 1952 był przewodniczącym Komitetu Wykonawczego Kałuskiej Rady Obwodowej, a od czerwca 1952 do kwietnia 1953 przewodniczącym Rady ds. Kołchozów przy Radzie Komisarzy Ludowych ZSRR na obwód kostromski. Od grudnia 1947 do grudnia 1948 był słuchaczem Wyższej Szkoły Partyjnej przy KC WKP(b), od kwietnia 1953 do lutego 1954 kierował Wydziałem Rolnym Komitetu Obwodowego KPZR w Kostromie, od lutego 1954 do sierpnia 1956 był zastępcą przewodniczącego Komitetu Wykonawczego Kostromskiej Rady Obwodowej, a od września 1956 do października 1960 szefem Obwodowego Zarządu Transportu Samochodowego i Dróg Szosowych w Kalininie, następnie przeszedł na emeryturę. Został odznaczony Orderem Wojny Ojczyźnianej I klasy (1 lutego 1945).